# Volkert van der Goot
Volkert Simon van der Goot (Rotterdam, 23 september 1928 – 2 september 2001) was een Nederlandse entomoloog. In 2000 werd hij benoemd tot erelid van de KNNV. 
Van der Goot was biologieleraar. Hij specialiseerde zich in de studie van Diptera, in het bijzonder zweefvliegen. Hij beschreef een aantal nieuwe soorten en voerde ook Nederlandse namen in voor vliegensoorten, zoals de kommawimperzweefvlieg. 
Hij vertaalde uit het Russisch en bewerkte het standaardwerk De zweefvliegen van Noordwest-Europa en Europees Rusland, in het bijzonder van de Benelux (KNNV, 1981). In 1986 volgde daarop een aanvulling. Hij was de auteur of medeauteur van ongeveer 120 publicaties.

## Eerbetoon
Als eerbetoon zijn een aantal soorten zweefvliegen naar hem vernoemd, daaronder:
- Eupeodes vandergooti
- Merodon vandergooti
- Paragus vandergooti